# Podonomus
Podonomus är ett släkte av tvåvingar. Podonomus ingår i familjen fjädermyggor.

## Dottertaxa tillPodonomus, i alfabetisk ordning[1]
- Podonomus acutus
- Podonomus albinervis
- Podonomus apolobambae
- Podonomus besti
- Podonomus bipartitus
- Podonomus caranqui
- Podonomus chilensis
- Podonomus collessi
- Podonomus decarthrus
- Podonomus derwentensis
- Podonomus discistylus
- Podonomus edwardsi
- Podonomus fastigians
- Podonomus fittkaui
- Podonomus illiesi
- Podonomus inermis
- Podonomus kuscheli
- Podonomus longispinus
- Podonomus maculatus
- Podonomus magellanicus
- Podonomus montanus
- Podonomus nordenskjoldi
- Podonomus nudipennis
- Podonomus orbiculatus
- Podonomus oreophilus
- Podonomus parochloides
- Podonomus parvicornis
- Podonomus paynensis
- Podonomus pepinellii
- Podonomus pygmaeus
- Podonomus quito
- Podonomus radonichi
- Podonomus regalis
- Podonomus reticulatus
- Podonomus rivulorum
- Podonomus setosus
- Podonomus stigmaticus
- Podonomus uschuaiensis
- Podonomus waikukupae
- Podonomus valdesianus